# Roi Kang de Chu
Le Roi Kang de Chu (chinois : 楚康王 ; pinyin : Chŭ Kāng Wáng), (???-545 av. J.C), est le septième Roi de l'État de Chu. Il règne de 559 a 545 av J.C., durant la Période des Printemps et Automnes, de l'histoire de la Chine. Son nom de naissance est Xiong Zhao (chinois : 熊招), "Roi Kang" étant son nom posthume. 
Il succède a son père, le Roi Gong de Chu, à la mort de ce dernier.  Son règne est marqué par des guerres constantes avec les États de Jin, un rival de longue date du Chu, et Wu, un nouveau rival. Il règne pendant 15 ans et c'est son fils, Jia'ao, qui monte sur le trône après lui. Quatre ans plus tard, ce dernier est assassiné par un de ses oncles, le frère cadet du roi Kang, qui devient alors le Roi Ling de Chu.

## Bataille de Yongpu
Lorsque le Roi Gong, le père du roi Kang, meurt en 560  av. J.C, les dirigeants de l'État de Wu décident de profiter de cette opportunité pour envahir le Chu. Pour repousser cette attaque, le nouveau Roi envoie une armée commandée par Zigeng (chinois : 子庚), le commandant en chef des troupes du Chu, et le général Yang Youji (chinois : 养由基). Après un premier combat, Zigeng feint la défaite et se replie. L'armée du Wu se lance alors à la poursuite de celle du Chu, ce jusqu'à Yongpu (庸浦), où elle tombe dans une embuscade et subit une cuisante défaite. Le Prince Dang, le commandant de l'armée de Wu, est capturé lors de cette bataille.

## Bataille de Zhanban
En 557 av. J.-C., trois ans seulement après la bataille de Yongpu, le Chu mène sa dernière grande bataille contre son rival de longue date, l'État de Jin. Ce combat a lieu à Zhanban (湛阪) et se solde par une défaite majeure du Chu, qui perd tous ses territoires situés au nord de Fangcheng, le Changcheng (長城) du Chu.
La bataille de Zhanban marque la fin de la rivalité entre le Jin et le Chu, qui dure depuis huit décennies, car le Chu affaibli doit gérer de nombreuses guerres avec son nouvel ennemi, le Wu, dont le point culminant sera la bataille de Boju en 506 avant J.-C., à l'issue de laquelle l'armée du Wu capture et détruit Ying, la capitale du Chu. 
Parallèlement, l'État de Jin est de plus en plus déchiré par des conflits internes, qui vont finalement conduire à sa partition en trois nouveaux États : Han, Zhao et Wei

## Conquête de Shujiu
En 549 av. J.-C., le duc Ping de Jin attaque l'État de Qi, un allié du Chu. Pour aider Qi, le Chu attaque à son tour l'État de Zheng, un allié du Jin. Le roi Zhufan de Wu saisit l'occasion qui se présente à lui et incite le souverain de Shujiu (舒鸠), un État vassal du Chu, à faire allégeance au Wu. L'année suivante, Qu Jian (屈建), également connu sous le nom de Zimu, le Lingyin (premier ministre) du Chu  et le général Zijiang (chinois : 子彊), prennent le commandement d'une armée et marchent sur Shujiu pour punir cet État de sa traitrise. Ils infligent une nouvelle défaite au Wu en tendant à nouveau une embuscade à ses troupes, puis annexe Shujiu,.

## Bataille de Chaocheng
En 548 av. J.-C., peu après la défaite du Wu à Shujiu, le roi Zhufan prend personnellement le commandement d'une armée pour envahir à nouveau le Chu, en attaquant la ville de Chaocheng (chinois : 巢城). Largement dépassé en nombre par l'armée du Wu, le général Chu Niu Chen (牛臣) fait semblant de renoncer à Chaocheng et se replie en laissant les portes de la ville grandes ouvertes. Lorsque Zhufan entre dans la ville sans rien soupçonner, Zhufan revient à Chaocheng et le tue en lui tirant une flèche dessus. La mort du Roi désorganise l'armée du Wu, qui sombre dans le chaos et subie une nouvelle défaite. C'est Yuji, le frère de Zhufan, qui lui succède et devient le nouveau roi de Wu.

## Succession
Le roi Kang est l'ainé des cinq fils du Roi Gong, dont quatre sont devenus rois. Lorsque le Roi Kang meurt en 545 av. J.-C., après 15 ans de règne, c'est son fils Xiong Yuan (nom posthume Jia'ao) qui lui succède. Quatre ans plus tard, le deuxième fils du roi Gong, le prince Wei, assassine Jia'ao et ses deux fils alors qu'il est malade, et usurpe le trône. Le Prince Wei reçoit plus tard le nom posthume péjoratif de Roi Ling de Chu.
En 529 av. J.-C., alors que le roi Ling dirige une expédition militaire contre l'État de Xu, ses trois jeunes frères organisent un coup d'État et tuent son fils, le prince héritier Lu. Le prince Bi, le troisième frère, monte sur le trône (nom posthume Zi'ao), et le quatrième frère, le prince Zixi, devint le nouveau Lingyin  (premier ministre) du Chu. Lorsque les soldats du Roi Ling apprennent la nouvelle du coup d'État, ils désertent en masse et, en désespoir de cause, le roi Ling se suicide.
Cependant, le prince Qiji, le cinquième frère qui est chargé de neutraliser Ling, ment à Zi'ao et Zixi concernant le sort du roi. Au lieu de leur annoncer qu'il est mort, il fait semblant d'être vaincu par ce dernier et leur annonce qu'il va bientôt revenir à la capitale. Zi'ao et Zixi sont si effrayés qu'ils se suicident tous les deux; alors que Zi'ao est roi depuis moins de vingt jours. Le prince Qiji monte alors sur le trône et devient le Roi Ping de Chu.

## Arbre généalogique
|                               |                               |                               |                               |                               |                               |  |  |                               |                               |                               |                               |                               |                               |  |  | Roi Gong (r. 590–560 av J.C.) |                        |                        |                        |                        |                        |  |  |      |      |      |      |      |      |  |  |                               |                               |                               |                               |                               |                               |                               |                               |  |  |  |  |  |  |  |  |  |  |  |  |  |  |  |  |  |  |  |  |  |  |  |  |  |  |  |  |
|                               |                               |                               |                               |                               |                               |  |  |                               |                               |                               |                               |                               |                               |  |  |                               |                        |                        |                        |                        |                        |  |  |      |      |      |      |      |      |  |  |                               |                               |                               |                               |                               |                               |                               |                               |  |  |  |  |  |  |  |  |  |  |  |  |  |  |  |  |  |  |  |  |  |  |  |  |  |  |  |  |
|                               |                               |                               |                               |                               |                               |  |  |                               |                               |                               |                               |                               |                               |  |  |                               |                        |                        |                        |                        |                        |  |  |      |      |      |      |      |      |  |  |                               |                               |                               |                               |                               |                               |                               |                               |  |  |  |  |  |  |  |  |  |  |  |  |  |  |  |  |  |  |  |  |  |  |  |  |  |  |  |  |
| Roi Kang (r. 559–545 av J.C.) | Roi Kang (r. 559–545 av J.C.) | Roi Kang (r. 559–545 av J.C.) | Roi Kang (r. 559–545 av J.C.) | Roi Kang (r. 559–545 av J.C.) | Roi Kang (r. 559–545 av J.C.) |  |  | Roi Ling (r. 540–529 av J.C.) | Roi Ling (r. 540–529 av J.C.) | Roi Ling (r. 540–529 av J.C.) | Roi Ling (r. 540–529 av J.C.) | Roi Ling (r. 540–529 av J.C.) | Roi Ling (r. 540–529 av J.C.) |  |  | Zi'ao (r. 529 av J.C.)        | Zi'ao (r. 529 av J.C.) | Zi'ao (r. 529 av J.C.) | Zi'ao (r. 529 av J.C.) | Zi'ao (r. 529 av J.C.) | Zi'ao (r. 529 av J.C.) |  |  | Zixi | Zixi | Zixi | Zixi | Zixi | Zixi |  |  | Roi Ping (r. 528–516 av J.C.) | Roi Ping (r. 528–516 av J.C.) | Roi Ping (r. 528–516 av J.C.) | Roi Ping (r. 528–516 av J.C.) | Roi Ping (r. 528–516 av J.C.) | Roi Ping (r. 528–516 av J.C.) |                               |                               |  |  |  |  |  |  |  |  |  |  |  |  |  |  |  |  |  |  |  |  |  |  |  |  |  |  |  |  |
| Roi Kang (r. 559–545 av J.C.) | Roi Kang (r. 559–545 av J.C.) | Roi Kang (r. 559–545 av J.C.) | Roi Kang (r. 559–545 av J.C.) | Roi Kang (r. 559–545 av J.C.) | Roi Kang (r. 559–545 av J.C.) |  |  | Roi Ling (r. 540–529 av J.C.) | Roi Ling (r. 540–529 av J.C.) | Roi Ling (r. 540–529 av J.C.) | Roi Ling (r. 540–529 av J.C.) | Roi Ling (r. 540–529 av J.C.) | Roi Ling (r. 540–529 av J.C.) |  |  | Zi'ao (r. 529 av J.C.)        | Zi'ao (r. 529 av J.C.) | Zi'ao (r. 529 av J.C.) | Zi'ao (r. 529 av J.C.) | Zi'ao (r. 529 av J.C.) | Zi'ao (r. 529 av J.C.) |  |  | Zixi | Zixi | Zixi | Zixi | Zixi | Zixi |  |  | Roi Ping (r. 528–516 av J.C.) | Roi Ping (r. 528–516 av J.C.) | Roi Ping (r. 528–516 av J.C.) | Roi Ping (r. 528–516 av J.C.) | Roi Ping (r. 528–516 av J.C.) | Roi Ping (r. 528–516 av J.C.) |                               |                               |  |  |  |  |  |  |  |  |  |  |  |  |  |  |  |  |  |  |  |  |  |  |  |  |  |  |  |  |
| Jia'ao (r. 544–541 av J.C.)   | Jia'ao (r. 544–541 av J.C.)   | Jia'ao (r. 544–541 av J.C.)   | Jia'ao (r. 544–541 av J.C.)   | Jia'ao (r. 544–541 av J.C.)   | Jia'ao (r. 544–541 av J.C.)   |  |  | Prince héritier Lu            | Prince héritier Lu            | Prince héritier Lu            | Prince héritier Lu            | Prince héritier Lu            | Prince héritier Lu            |  |  |                               |                        |                        |                        |                        |                        |  |  |      |      |      |      |      |      |  |  |                               |                               | Roi Zhao (r. 515–489 av J.C.) | Roi Zhao (r. 515–489 av J.C.) | Roi Zhao (r. 515–489 av J.C.) | Roi Zhao (r. 515–489 av J.C.) | Roi Zhao (r. 515–489 av J.C.) | Roi Zhao (r. 515–489 av J.C.) |  |  |  |  |  |  |  |  |  |  |  |  |  |  |  |  |  |  |  |  |  |  |  |  |  |  |  |  |